# سراغة سورية
السراغة السورية (باللاتينية: Crepis syriaca) نوع نباتي يتبع جنس السراغة من الفصيلة النجمية.

## الموئل والانتشار
موطنها بلاد الشام وتركيا.

## مرادفات للاسم العلمي
- (باللاتينية: Crepis alpina var. syriaca Bornm.)